# برج علی‌آباد (خاتم)
برج علی‌آباد مربوط به دوره زندیان است و در شهرستان خاتم، بخش مرکزی، دهستان فتح‌آباد، روستای علی‌آباد واقع شده و این اثر در تاریخ ۱۸ شهریور ۱۳۸۷ با شمارهٔ ثبت ۲۳۱۵۵ به‌عنوان یکی از آثار ملی ایران به ثبت رسیده است.